# 1-ヘキサノール
1-ヘキサノール (1-hexanol) は有機化合物のアルコールの一種で、炭素6個の直鎖を持つ、無色の液体。水にはわずかに溶け、ジエチルエーテルやエタノールなどの有機溶媒には易溶。ヒドロキシ基の位置が異なる位置異性体として 2-ヘキサノール、3-ヘキサノールがある。芝を刈ったばかりのときの匂いは 1-ヘキサノールによるといわれる。香料として工業的に用いられる。消防法による第4類危険物 第2石油類に該当する。

## 製造
1-ヘキサノールはエチレンのオリゴ化により工業的に製造される。トリエチルアルミニウムを用い、ヘキシル鎖が生じたところで酸化処理すると 1-ヘキサノールが得られる。下の式は理想的な反応式であり、実際は他の鎖長のアルコールもともに得られるため分留がなされる。
Al(C2H5)3  +  6 C2H4   →  Al(C6H13)3
Al(C6H13)3 +  3 O  +  3 H2O  →  3 HOC6H13  +  Al(OH)3

代替法では、1-ペンテンをヒドロホルミル化して得られるヘキサナールを水素化して 1-ヘキサノールとする。この手法ではヘキサノールの位置異性体を含む混合物が得られ、それぞれ可塑剤の原料として利用される。